# Geotrochus
Geotrochus is een geslacht van weekdieren uit de  familie van de Trochomorphidae.

## Soorten
- Geotrochus conicoides (Metcalfe, 1851)
- Geotrochus conus (L. Pfeiffer, 1841)
- Geotrochus kinabaluensis (E. A. Smith, 1895)
- Geotrochus kitteli Vermeulen, Liew & Schilthuizen, 2015
- Geotrochus labuanensis (L. Pfeiffer, 1863)
- Geotrochus meristotrochus Vermeulen, Liew & Schilthuizen, 2015
- Geotrochus oedobasis Vermeulen, Liew & Schilthuizen, 2015
- Geotrochus paraguensis (E. A. Smith, 1893)
- Geotrochus scolops Vermeulen, Liew & Schilthuizen, 2015
- Geotrochus spilokeiria Vermeulen, Liew & Schilthuizen, 2015
- Geotrochus subscalaris Vermeulen, Liew & Schilthuizen, 2015
- Geotrochus whiteheadi (E. A. Smith, 1895)